# Werner Wanderer
Werner Wanderer GOMM (Concórdia, 15 de fevereiro de 1939) é um político brasileiro filiado ao Democratas (DEM). Pelo Paraná, foi deputado federal por três mandatos e estadual por quatro, além de prefeito de Marechal Cândido Rondon.

## Biografia
Em 1996, como deputado federal, Wanderer foi admitido pelo presidente Fernando Henrique Cardoso à Ordem do Mérito Militar no grau de Comendador especial, sendo promovido pelo mesmo em 2001 ao grau de Grande-Oficial.